# Włoska Formuła 3
| Włoska Formuła 3                    | Włoska Formuła 3         |
| ----------------------------------- | ------------------------ |
| Kategoria                           | Wyścigi samochodowe      |
| Region                              | Włochy                   |
| Kierowców                           | 25                       |
| Zespołów                            | 8                        |
| Pierwszy sezon                      | 1964                     |
| Ostatni sezon                       | 2012                     |
| Samochód                            | Dallara                  |
| Silniki                             | Spiess Opel, Mugen-Honda |
| Mistrz kierowców serii europejskiej | Riccardo Agostini        |
| Mistrz zespołów serii europejskiej  | Prema Powerteam          |
| Mistrz kierowców serii włoskiej     | Riccardo Agostini        |
| Mistrz zespołów serii włoskiej      | Prema Powerteam          |

Włoska Formuła 3 (ang. Italian F3) – narodowa seria wyścigowa Włoch o otwartym nadwoziu. Była drugim z kolei najdłużej istniejącym serialem F3, zainaugurowanym w roku 1964. Triumfowało w niej wielu przyszłych kierowców Formuły 1, m.in.: Riccardo Patrese (1976 r.), Elio de Angelis (1977 r.), Piercarlo Ghinzani (1979 r.), Ivan Capelli (1983 r.), Emanuele Naspetti (1988 r.), Nicola Larini (1986 r.), Gianni Morbidelli (1989 r.), Giancarlo Fisichella (1994 r.) i inni.

## Mistrzowie
W sezonie 2012:
| Edycja | Rok  | Seria europejska  | Narodowość | Zespół          | Seria włoska      | Narodowość | Zespół          |
| ------ | ---- | ----------------- | ---------- | --------------- | ----------------- | ---------- | --------------- |
| 48     | 2012 | Riccardo Agostini | Włochy     | Prema Powerteam | Riccardo Agostini | Włochy     | Prema Powerteam |

Przed sezonem 2012:
| Edycja | Rok  | Klasa                | Kierowca       | Zespół                                              |
| ------ | ---- | -------------------- | -------------- | --------------------------------------------------- |
| 1      | 1964 | Giacomo Russo        | Włochy         | Scuderia Madunina De Sanctis-Ford                   |
| 2      | 1965 | Andrea de Adamich    | Włochy         | Jolly Lola-Ford Brabham-Ford                        |
| 3      | 1966 | Tino Brambilla       | Włochy         | Scuderia Madunina Brabham-Ford                      |
| 1967   | 1967 | Nie rozgrywano       | Nie rozgrywano | Nie rozgrywano                                      |
| 4      | 1968 | Franco Bernabei      | Włochy         | Bernabei Tecno-Ford                                 |
| 5      | 1969 | Gianluigi Picchi     | Włochy         | Tecno-Ford                                          |
| 6      | 1970 | Giovanni Salvati     | Włochy         | Salvati Tecno-Ford                                  |
| 7      | 1971 | Giancarlo Naddeo     | Włochy         | Naddeo Tecno-Ford                                   |
| 8      | 1972 | Vittorio Brambilla   | Włochy         | Team Brambilla Birel-Alfa Romeo Brabham-Ford        |
| 9      | 1973 | Carlo Giorgio        | Włochy         | Jolly Club Ensign-Ford Trivellato Racing March-Ford |
| 10     | 1974 | Alberto Colombo      | Włochy         | Scuderia Del Lario GRD-Ford March-Toyota            |
| 11     | 1975 | Luciano Pavesi       | Włochy         | Ala d'Oro Brabham-Toyota March-Toyota               |
| 12     | 1976 | Riccardo Patrese     | Włochy         | Trivellato Racing Chevron-Toyota                    |
| 13     | 1977 | Elio de Angelis      | Włochy         | Trivellato Racing Chevron-Toyota Ralt-Toyota        |
| 14     | 1978 | Siegfried Stohr      | Włochy         | Trivellato Racing Chevron-Toyota                    |
| 15     | 1979 | Piercarlo Ghinzani   | Włochy         | Euroracing March-Alfa Romeo                         |
| 16     | 1980 | Guido Pardini        | Włochy         | Ravarotto Dallara-Toyota                            |
| 17     | 1981 | Eddy Bianchi         | Włochy         | Del Porto Martini-Toyota Martini-Alfa Romeo         |
| 18     | 1982 | Enzo Coloni          | Włochy         | Coloni Motorsport March-Alfa Romeo Ralt-Alfa Romeo  |
| 19     | 1983 | Ivan Capelli         | Włochy         | Coloni Motorsport Dallara-Alfa Romeo                |
| 20     | 1984 | Alessandro Santin    | Włochy         | Coloni Motorsport Dallara-Alfa Romeo                |
| 21     | 1985 | Franco Forini        | Szwajcaria     | Forti Corse Dallara-VW                              |
| 22     | 1986 | Nicola Larini        | Włochy         | Coloni Motorsport Dallara-Alfa Romeo                |
| 23     | 1987 | Enrico Bertaggia     | Włochy         | Forti Corse Dallara-Alfa Romeo                      |
| 24     | 1988 | Emanuele Naspetti    | Włochy         | Forti Corse Dallara-Alfa Romeo                      |
| 25     | 1989 | Gianni Morbidelli    | Włochy         | Forti Corse Dallara-Alfa Romeo                      |
| 26     | 1990 | Roberto Colciago     | Włochy         | Prema Powerteam Reynard-Alfa Romeo                  |
| 27     | 1991 | Giambattista Busi    | Włochy         | PiEmme Dallara-VW                                   |
| 28     | 1992 | Max Angelelli        | Włochy         | RC Motorsport Dallara-Opel                          |
| 29     | 1993 | Christian Pescatori  | Włochy         | Supercars Dallara-Fiat                              |
| 30     | 1994 | Giancarlo Fisichella | Włochy         | RC Motorsport Dallara-Opel                          |
| 31     | 1995 | Luca Rangoni         | Włochy         | EF Project Dallara-Fiat                             |
| 32     | 1996 | Andrea Boldrini      | Włochy         | RC Motorsport Dallara-Opel                          |
| 33     | 1997 | Olivier Martini      | Włochy         | RC Motorsport Dallara-Opel                          |
| 34     | 1998 | Donny Crevels        | Holandia       | Prema Powerteam Dallara-Opel                        |
| 35     | 1999 | Peter Sundberg       | Szwecja        | Prema Powerteam Dallara-Opel                        |
| 36     | 2000 | Davide Uboldi        | Włochy         | Uboldi Motorsport Dallara-Opel                      |
| 37     | 2001 | Lorenzo De Gallo     | Włochy         | Scuderia Del Gallo Dallara-Fiat                     |
| 38     | 2002 | Miloš Pavlović       | Serbia         | Target Conrero Dallara-Opel                         |
| 39     | 2003 | Fausto Ippoliti      | Włochy         | Target Conrero Dallara-Opel                         |
| 40     | 2004 | Matteo Cressoni      | Włochy         | Ombra Motorsport Dallara-Mugen-Honda                |
| 41     | 2005 | Luigi Ferrara        | Włochy         | Corbetta Dallara-Mugen-Honda                        |
| 42     | 2006 | Mauro Massironi      | Włochy         | Passoli Dallara-Opel                                |
| 43     | 2007 | Paolo Maria Nocera   | Włochy         | Lucidi Motors Dallara-Opel                          |
| 44     | 2008 | Mirko Bortolotti     | Włochy         | Lucidi Motors Dallara-Opel                          |
| 45     | 2009 | Daniel Zampieri      | Włochy         | BVM – Target Racing                                 |
| 46     | 2010 | César Ramos          | Brazylia       | Lucidi Motors                                       |
| 47     | 2011 | Sergio Campana       | Włochy         | BVM – Target Racing                                 |